# Cmentarz prawosławny w Perespie
Cmentarz prawosławny w Perespie – nekropolia prawosławna w Perespie, utworzona na potrzeby miejscowej parafii po 1875, użytkowana do końca II wojny światowej.

## Historia i opis
Cmentarz został urządzony po przemianowaniu unickiej cerkwi w Perespie na prawosławną wskutek likwidacji unickiej diecezji chełmskiej w 1875, zastępując tym samym nekropolię w sąsiedztwie świątyni. Cerkiew w Perespie została zrewindykowana na rzecz Kościoła rzymskokatolickiego w 1919, parafii prawosławnej we wsi nigdy nie restytuowano. Mimo to cmentarz był użytkowany przez miejscową ludność prawosławną do końca II wojny światowej i wysiedlenia prawosławnych Ukraińców. W kolejnych latach został porzucony i popadł w ruinę.
Na początku lat 90. XX wieku na terenie nekropolii znajdowało się ok. 20 nagrobków, wykonanych z żeliwa lub kamienia, jak również krzyże drewniane i jeden krzyż metalowy z okresu powojennego. W większości nagrobki były uszkodzone. Pomniki kamienne to prostopadłościenne postumenty zdobione gzymsami, festonami i kanelurami, zwieńczone krzyżami prawosławnymi lub łacińskimi. Inskrypcje na nagrobkach wykonane zostały w języku cerkiewnosłowiańskim, z wyjątkiem powojennego krzyża, na którym widnieje napis polski. Na cmentarzu rosną jesiony oraz topola, jak również krzewy czarnego bzu, derenia i głogu.